# Salmiech
Salmiech [salmjɛʃ] est une commune française située dans le département de l'Aveyron, en région Occitanie.

## Géographie

### Généralités

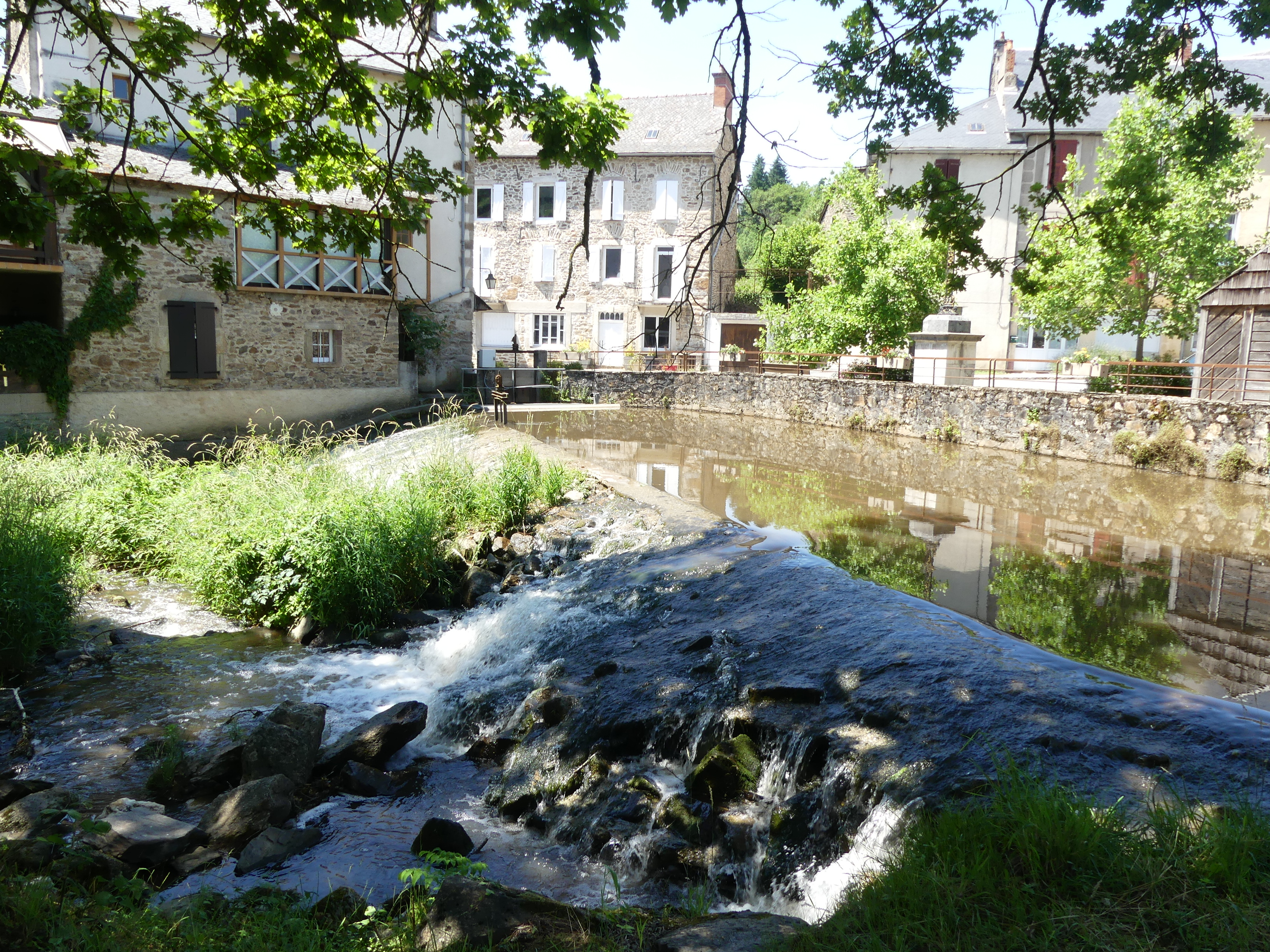
La retenue du Céor dans le bourg de Salmiech.

Dans le centre du département de l'Aveyron et incluse dans l'aire d'attraction de Rodez, la commune de Salmiech est située en bordure ouest du plateau du Lévézou, non loin des terres du Ségala.
S'étendant sur 28,16 km2, elle est arrosée par le Céor — un affluent du Viaur — et par plusieurs de ses affluents.
L'altitude minimale, 517 mètres, se trouve localisée à l'extrême nord-ouest, près du lieu-dit la Griffoulière, là où le ruisseau de Violelle — un autre affluent du Viaur — quitte la commune et sert de limite entre celles de Cassagnes-Bégonhès et de Comps-la-Grand-Ville. L'altitude maximale avec 846 mètres se situe au nord-est, au lieu-dit Cabrières.
À l'intersection des routes départementales (RD) 25, 63 et 641, le bourg de Salmiech est situé, en distances orthodromiques, à 19 kilomètres au sud de Rodez.
La commune est également desservie par les RD 62, 82 et 902.

### Communes limitrophes
Les communes limitrophes sont  Arvieu, Auriac-Lagast, Cassagnes-Bégonhès, Comps-la-Grand-Ville et Trémouilles.
Salmiech est limitrophe de cinq autres communes.
Au sud, son territoire est distant de 300 mètres de celui de La Selve.
| Comps-la-Grand-Ville |               | Trémouilles |
| Cassagnes-Bégonhès   | Salmiech      | Arvieu      |
|                      | Auriac-Lagast |             |

### Climat
Pour des articles plus généraux, voir Climat de l'Occitanie et Climat de l'Aveyron.
En 2010, le climat de la commune est de type climat océanique altéré, selon une étude s'appuyant sur une série de données couvrant la période 1971-2000. En 2020, Météo-France publie une typologie des climats de la France métropolitaine dans laquelle la commune est dans une zone de transition entre le climat océanique altéré et le climat de montagne et est dans la région climatique Sud-est du Massif Central, caractérisée par une pluviométrie annuelle de 1 000 à 1 500 mm, minimale en été, maximale en automne.
Pour la période 1971-2000, la température annuelle moyenne est de 10,7 °C, avec une amplitude thermique annuelle de 15,8 °C. Le cumul annuel moyen de précipitations est de 991 mm, avec 11,2 jours de précipitations en janvier et 6,4 jours en juillet. Pour la période 1991-2020, la température moyenne annuelle observée sur la station météorologique la plus proche, située sur la commune de Durenque à 9 km à vol d'oiseau, est de 10,6 °C et le cumul annuel moyen de précipitations est de 1 092,0 mm,. Pour l'avenir, les paramètres climatiques de la commune estimés pour 2050 selon différents scénarios d'émission de gaz à effet de serre sont consultables sur un site dédié publié par Météo-France en novembre 2022.

## Urbanisme

### Typologie
Au 1er janvier 2024, Salmiech est catégorisée commune rurale à habitat dispersé, selon la nouvelle grille communale de densité à 7 niveaux définie par l'Insee en 2022.
Elle est située hors unité urbaine. Par ailleurs la commune fait partie de l'aire d'attraction de Rodez, dont elle est une commune de la couronne,. Cette aire, qui regroupe 68 communes, est catégorisée dans les aires de 50 000 à moins de 200 000 habitants,.

## Toponymie
Salmiech est transcrit Solmegio en 937, Solmeg et Solmeig en 1182, de Solomedio en 1349. Ce nom représente l'occitan sòl (terre, terrain) + mièg (demi, du milieu).[réf. nécessaire]

## Histoire
Le bourg de Salmiech est très ancien. Il en est question dans un acte d'échange en 937 entre Bernard, vicomte de Millau, et ses fils. Salmiech fut le chef-lieu d'une châtellenie faisant partie du domaine des comtes de Rodez jusqu'au début du XIIIe siècle puis de la baronnie de Landorre. Cette châtellenie comprenait les paroisses de Saint-Amans-de-Salmiech, de Saint-Sauveur, de Caplongue et de Carcenac.
En 1210, Salmiech est la propriété de la famille de Landorre puis passe par héritage en 1499 à une branche de la famille d'Estaing puis dans celle de Tubières-Caylus. En 1771, la seigneurie appartient à la famille de Gaston.
Le prieuré Saint-Amans de Salmiech dépendant d'abord de l'abbaye de Vabres, puis de l'abbaye Saint-Victor de Marseille, est uni à la chartreuse de Rodez en 1520,.
Créée à la Révolution, la commune de Salmiech a été rapidement réunie entre 1790 et 1794 à Cassagnes-Bégonhès, puis recréée entre 1795 et 1800. Elle absorbe l'ancienne commune de Vabre avant 1806 puis quatre communes en 1832 : Carcenac (devenu Carcenac-Salmiech en 1801), Saint-Amans, Comps-la-Grand-Ville et Saint-Sauveur. Deux ans plus tard, Comps-la-Grand-Ville redevient indépendante, agrandie du hameau de Saint-Sauveur.

## Politique et administration

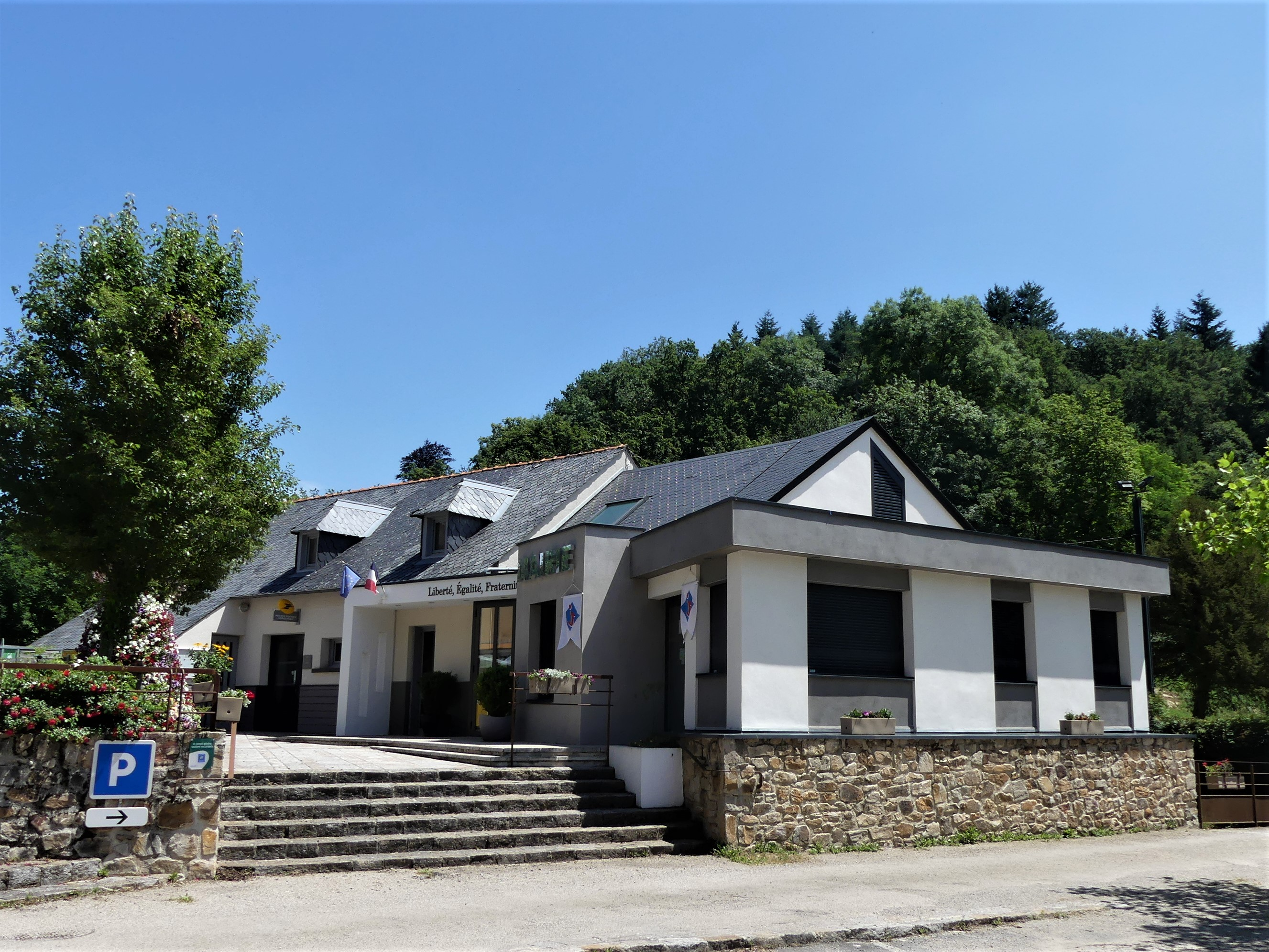
La mairie en 2019.

### Administration municipale
Le nombre d'habitants au recensement de 2017 étant compris entre 500 habitants et 1 499 habitants, le nombre de membres du conseil municipal pour l'élection de 2020 est de quinze,.

### Rattachements administratifs et électoraux
Commune faisant partie de l'arrondissement de Millau du canton des Monts du Réquistanais (avant le redécoupage départemental de 2014, Salmiech faisait partie de l'ex-canton de Cassagnes-Bégonhès). Depuis le 1er janvier 2017, elle fait partie de la communauté de communes du Pays de Salars créée en 1997.

### Liste des maires
| Période                                  | Période  | Identité            | Étiquette | Qualité                                                                        |
| ---------------------------------------- | -------- | ------------------- | --------- | ------------------------------------------------------------------------------ |
| Les données manquantes sont à compléter. |          |                     |           |                                                                                |
|                                          |          |                     |           |                                                                                |
| 1843                                     | 1848     | Hippolyte de Barrau |           | Ancien officier Conseiller général du canton de Cassagnes-Bégonhès (1839-1848) |
|                                          |          |                     |           |                                                                                |
|                                          |          | Émile Vernhes       |           | Médecin Conseiller général du canton de Cassagnes-Bégonhès (1898-1927)         |
|                                          |          | Achille Destours    |           | Pharmacien Conseiller général du canton de Cassagnes-Bégonhès (1927-1934)      |
|                                          |          |                     |           |                                                                                |
| 1956                                     | 1989     | Henri Jaudon        | DVG-PS    | Agriculteur Conseiller général du canton de Cassagnes-Bégonhès (1976-1982)     |
| 1989                                     | 2001     | Pierre Toulas       |           |                                                                                |
| 2001                                     | 2008     | Pierre Barrau       |           |                                                                                |
| 2008 (réélu en mai 2020)                 | En cours | Jean-Paul Labit,    | DVD       | Ancien cadre                                                                   |

## Population et société

### Démographie
L'évolution du nombre d'habitants est connue à travers les recensements de la population effectués dans la commune depuis 1800. Pour les communes de moins de 10 000 habitants, une enquête de recensement portant sur toute la population est réalisée tous les cinq ans, les populations de référence des années intermédiaires étant quant à elles estimées par interpolation ou extrapolation. Pour la commune, le premier recensement exhaustif entrant dans le cadre du nouveau dispositif a été réalisé en 2005.

En 2022, la commune comptait 764 habitants, en évolution de −0,13 % par rapport à 2016 (Aveyron : +0,37 %, France hors Mayotte : +2,11 %).
| 1800 | 1836  | 1841  | 1846  | 1851  | 1856  | 1861  | 1866  | 1872  |
| ---- | ----- | ----- | ----- | ----- | ----- | ----- | ----- | ----- |
| 232  | 1 169 | 1 083 | 1 213 | 1 222 | 1 175 | 1 160 | 1 159 | 1 124 |

| 1876  | 1881  | 1886  | 1891  | 1896  | 1901  | 1906  | 1911  | 1921  |
| ----- | ----- | ----- | ----- | ----- | ----- | ----- | ----- | ----- |
| 1 188 | 1 179 | 1 232 | 1 161 | 1 082 | 1 118 | 1 167 | 1 177 | 1 069 |

| 1926  | 1931  | 1936  | 1946  | 1954 | 1962 | 1968 | 1975 | 1982 |
| ----- | ----- | ----- | ----- | ---- | ---- | ---- | ---- | ---- |
| 1 093 | 1 071 | 1 086 | 1 047 | 946  | 982  | 951  | 864  | 741  |

| 1990 | 1999 | 2005 | 2006 | 2010 | 2015 | 2020 | 2022 | - |
| ---- | ---- | ---- | ---- | ---- | ---- | ---- | ---- | - |
| 671  | 728  | 701  | 703  | 731  | 764  | 762  | 764  | - |

| selon la population municipale des années : | 1968 | 1975 | 1982 | 1990 | 1999 | 2006 | 2009 | 2013 |
| Rang de la commune dans le département      | 54   | 69   | 90   | 88   | 77   | 81   | 82   | 80   |
| Nombre de communes du département           | 306  | 303  | 304  | 304  | 304  | 304  | 304  | 304  |

## Économie

### Revenus
En 2018  (données Insee publiées en septembre 2021), la commune compte 329 ménages fiscaux, regroupant 726 personnes. La médiane du revenu disponible par unité de consommation est de 20 490 € (20 640 € dans le département).

### Emploi
| Division       | 2008  | 2013  | 2018  |
| -------------- | ----- | ----- | ----- |
| Commune        | 3,4 % | 5,6 % | 5,6 % |
| Département    | 5,4 % | 7,1 % | 7,1 % |
| France entière | 8,3 % | 10 %  | 10 %  |

En 2018, la population âgée de 15 à 64 ans s'élève à 417 personnes, parmi lesquelles on compte 78,5 % d'actifs (72,9 % ayant un emploi et 5,6 % de chômeurs) et 21,5 % d'inactifs,. Depuis 2008, le taux de chômage communal (au sens du recensement) des 15-64 ans est inférieur à celui de la France et du département.
La commune fait partie de la couronne de l'aire d'attraction de Rodez, du fait qu'au moins 15 % des actifs travaillent dans le pôle,. Elle compte 157 emplois en 2018, contre 151 en 2013 et 146 en 2008. Le nombre d'actifs ayant un emploi résidant dans la commune est de 312, soit un indicateur de concentration d'emploi de 50,2 % et un taux d'activité parmi les 15 ans ou plus de 51,5 %.
Sur ces 312 actifs de 15 ans ou plus ayant un emploi, 109 travaillent dans la commune, soit 35 % des habitants. Pour se rendre au travail, 79,3 % des habitants utilisent un véhicule personnel ou de fonction à quatre roues, 0,3 % les transports en commun, 8,1 % s'y rendent en deux-roues, à vélo ou à pied et 12,3 % n'ont pas besoin de transport (travail au domicile).

### Activités hors agriculture

#### Secteurs d'activités
70 établissements sont implantés  à Salmiech au 31 décembre 2019. Le tableau ci-dessous en détaille le nombre par secteur d'activité et compare les ratios avec ceux du département,.
| Secteur d'activité                                                                                        | Commune | Commune | Département |
| Secteur d'activité                                                                                        | Nombre  | %       | %           |
| --- | ------- | ------- | ----------- |
| Ensemble                                                                                                  | 70      |         |             |
| Industrie manufacturière, industries extractives et autres                                                | 21      | 30 %    | (17,7 %)    |
| Construction                                                                                              | 10      | 14,3 %  | (13 %)      |
| Commerce de gros et de détail, transports, hébergement et restauration                                    | 12      | 17,1 %  | (27,5 %)    |
| Activités financières et d'assurance                                                                      | 2       | 2,9 %   | (3,4 %)     |
| Activités immobilières                                                                                    | 2       | 2,9 %   | (4,2 %)     |
| Activités spécialisées, scientifiques et techniques et activités de services administratifs et de soutien | 4       | 5,7 %   | (12,4 %)    |
| Administration publique, enseignement, santé humaine et action sociale                                    | 14      | 20 %    | (12,7 %)    |
| Autres activités de services                                                                              | 5       | 7,1 %   | (7,8 %)     |

Le secteur de l'industrie manufacturière, des industries extractives et autres est prépondérant sur la commune puisqu'il représente 30 % du nombre total d'établissements de la commune (21 sur les 70 entreprises implantées  à Salmiech), contre 17,7 % au niveau départemental.

#### Entreprises
L' entreprise ayant son siège social sur le territoire communal qui génère le plus de chiffre d'affaires en 2020 est : 
- EURL Ferrieu, commerce de détail de produits pharmaceutiques en magasin spécialisé (962 k€)

### Agriculture
La commune est dans le Segala, une petite région agricole occupant l'ouest du département de l'Aveyron. En 2020, l'orientation technico-économique de l'agriculture  sur la commune est l'élevage d'ovins ou de caprins.
|               | 1988  | 2000  | 2010  | 2020  |
| ------------- | ----- | ----- | ----- | ----- |
| Exploitations | 74    | 54    | 40    | 37    |
| SAU (ha)      | 2 381 | 2 310 | 1 947 | 1 922 |

Le nombre d'exploitations agricoles en activité et ayant leur siège dans la commune est passé de 74 lors du recensement agricole de 1988  à 54 en 2000 puis à 40 en 2010 et enfin à 37 en 2020, soit une baisse de 50 % en 32 ans. Le même mouvement est observé à l'échelle du département qui a perdu pendant cette période 51 % de ses exploitations,. La surface agricole utilisée sur la commune a également diminué, passant de 2 381 ha en 1988 à 1 922 ha en 2020. Parallèlement la surface agricole utilisée moyenne par exploitation a augmenté, passant de 32 à 52 ha.

### Enseignement
Salmiech fait partie de l'académie de Toulouse.

### Culture et festivités
Salle polyvalente, bibliothèque

### Activités sportives
Sentiers de randonnées pédestres et de vélo tout-terrain, chasse, tennis,

### Écologie et recyclage
Jardins partagés,

## Culture locale et patrimoine

### Lieux et monuments
- Le château féodal, aujourd'hui disparu, était situé au cœur du bourg. Il faisait partie de la baronnie de Landorre qui a appartenu à la famille de ce nom du début du XIIIe siècle à la fin du XVe siècle. En 1510 la seigneurie passe à la famille d'Estaing, puis en 1655 par succession à Gilberte d'Estaing, femme de Gilbert-Allyre de Langeac, comte de Dallet qui l'a vendu en 1656 pour 81 000 livres à Jean de Tubières de Grimoard de Pestels de Caylus, baron de Verfeil. Il passe à son fils Henri, « comte » de Salmiech, puis à sa petite-fille Marie-Charlotte de Tubières de Caylus, mariée en 1699 à Charles-Joseph Robert de Lignerac. Leur petit-fils Achille-Joseph Robert, « marquis » de Lignerac, le vend en 1771 pour 107 801 livres à Antoine-Albert Gaston de Pollier (1718-1797), avocat au parlement, qui l'a revendu en 1791 au sieur Fabre qui l'a démoli pour vendre les matériaux. En ruines au XIXe siècle, il a servi de carrière pour la construction de l'église Saint-Firmin[33].
- L'église Saint-Firmin a été bâtie sur une butte dans la partie basse du bourg, à côté et à partir des vestiges du château féodal, contre la volonté de l'évêque de Rodez. De ce fait, elle n'a jamais été consacrée[33]. Elle abrite le musée du Charroi rural et de l'Artisanat local traditionnel.
- L'église Saint-Amans, église paroissiale du bourg, située sur une hauteur et qui date du XIVe siècle.
- La croix de fer, située à l'extérieur du bourg en direction du nord, est datée de 1790[34].
- L'Église Saint-Étienne de Carcenac recèle un remarquable ensemble avec autel, retable et tabernacle du XVIIIe siècle[35] ainsi que quatre sculptures des XVe[36],[37], XVIe et XVIIIe siècles[38],[39], le tout classé au titre des monuments historiques. Elle se trouve dans le village de Carcenac qui se situe à cinq kilomètres au nord-est du bourg. Ce village — chef-lieu d'une ancienne commune indépendante sous le nom de Carcenac (1793) puis de Carcenac-Salmiech (1801)[40] — a été rattaché à la commune de Salmiech en 1832[15]. Il appartenait déjà au Moyen Âge à la châtellenie de Salmiech.

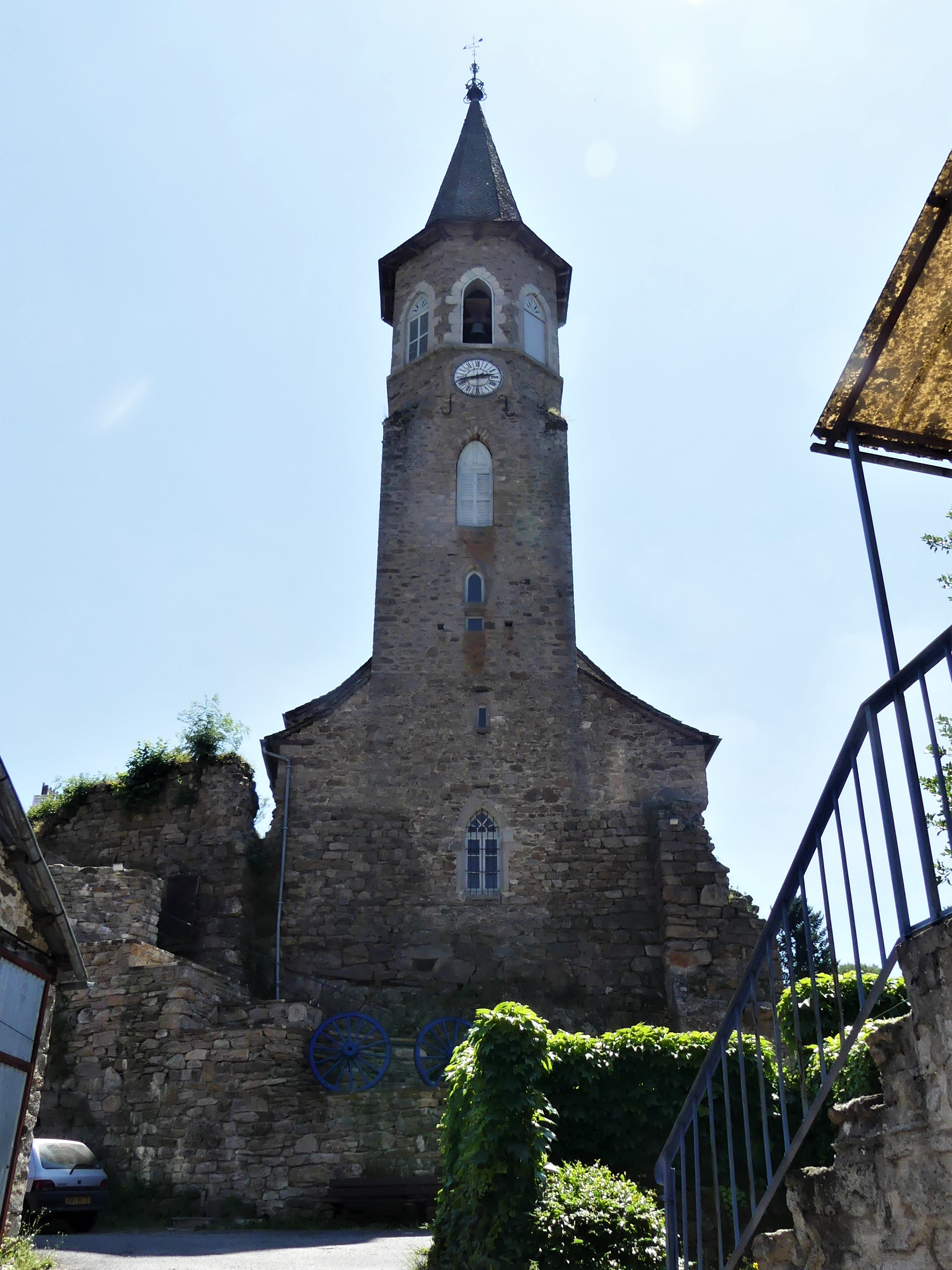
L'église Saint-Firmin.
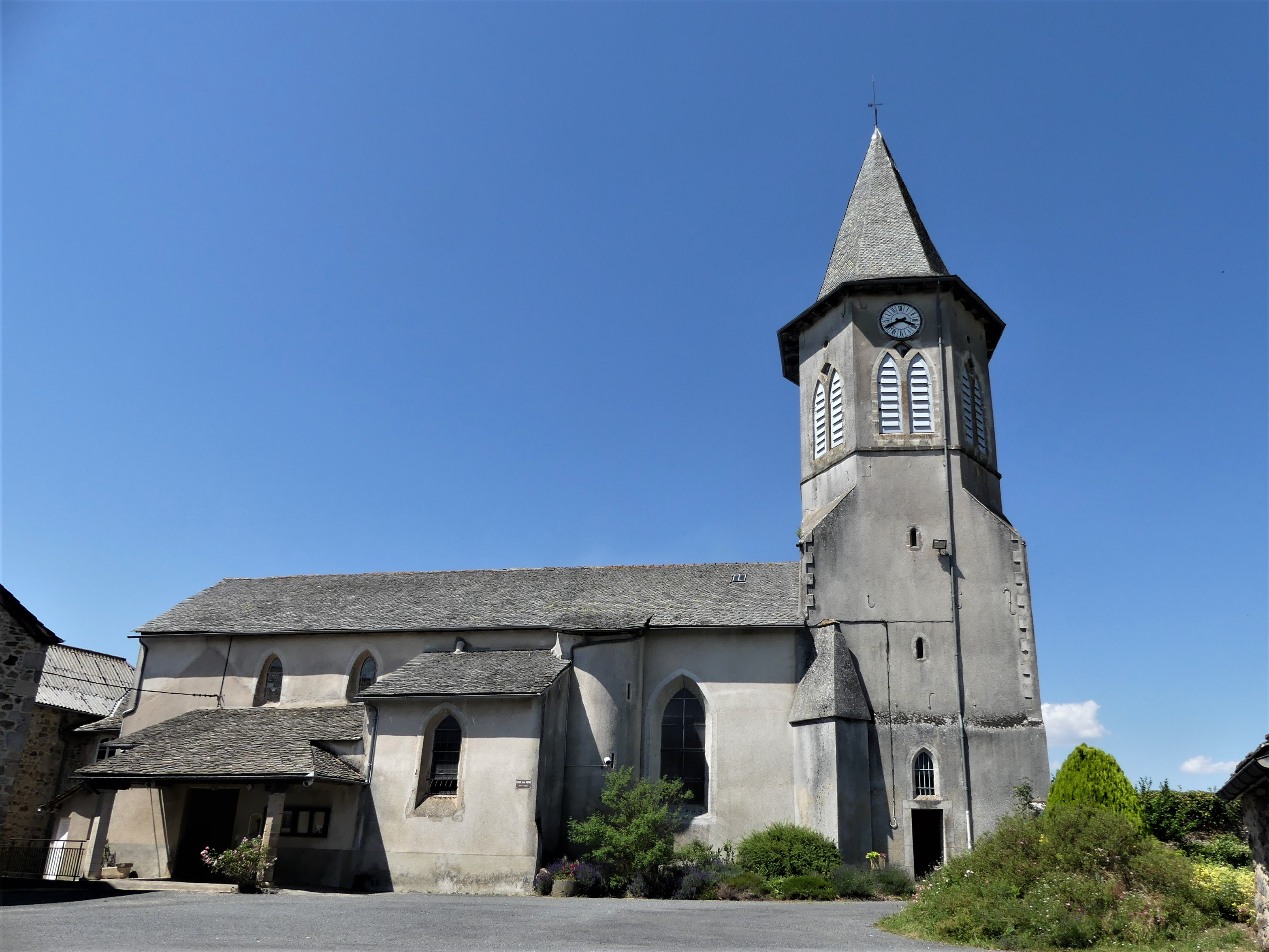
L'église Saint-Amans.
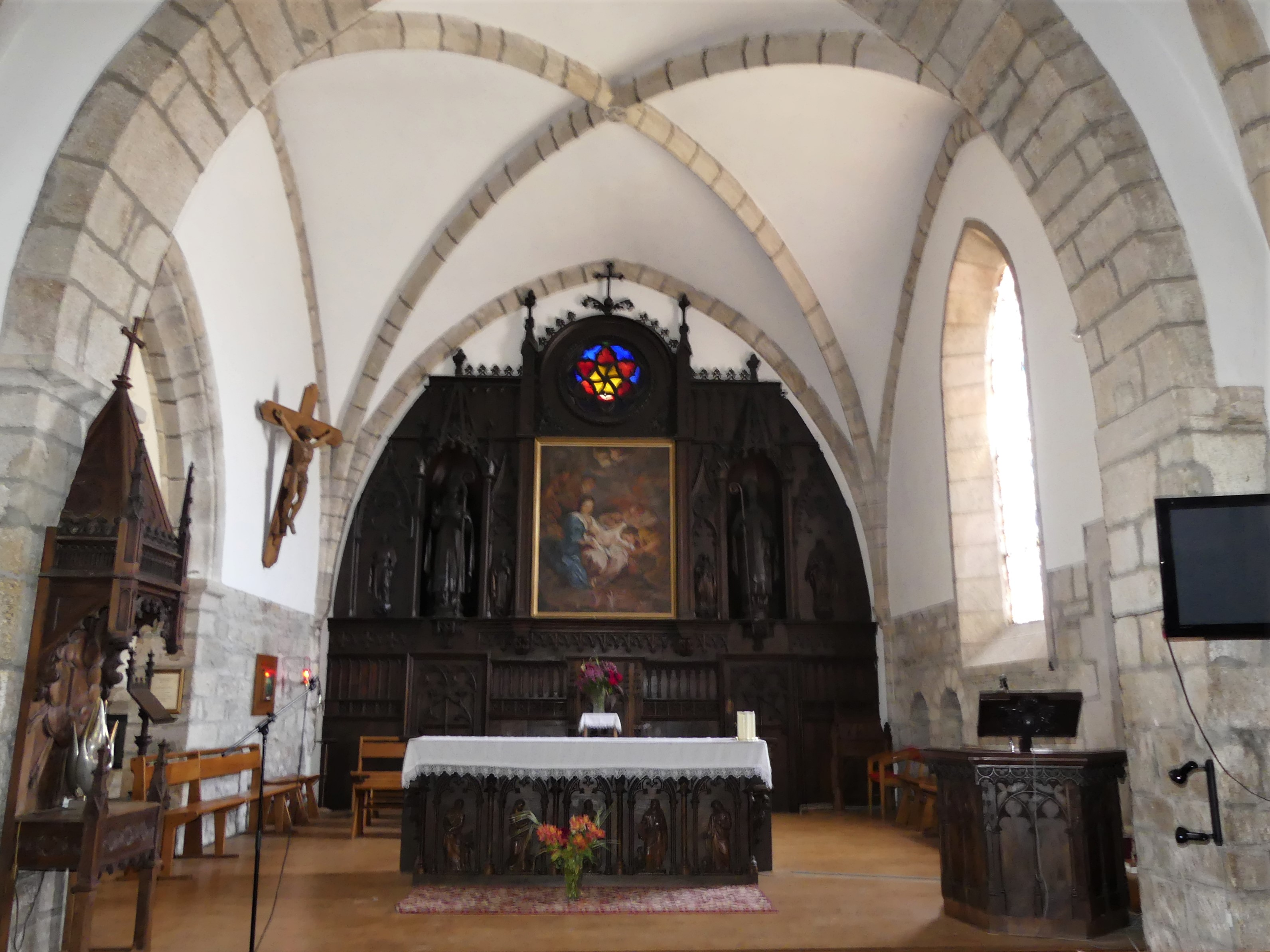
Son chœur.
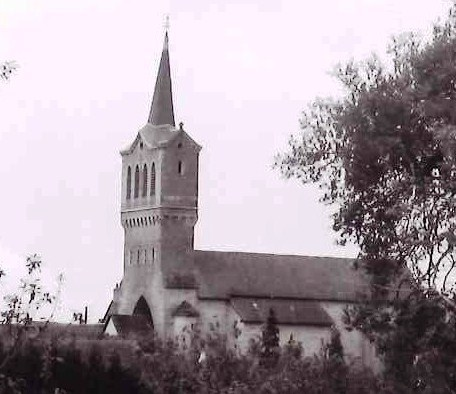
L'église de Carcenac.
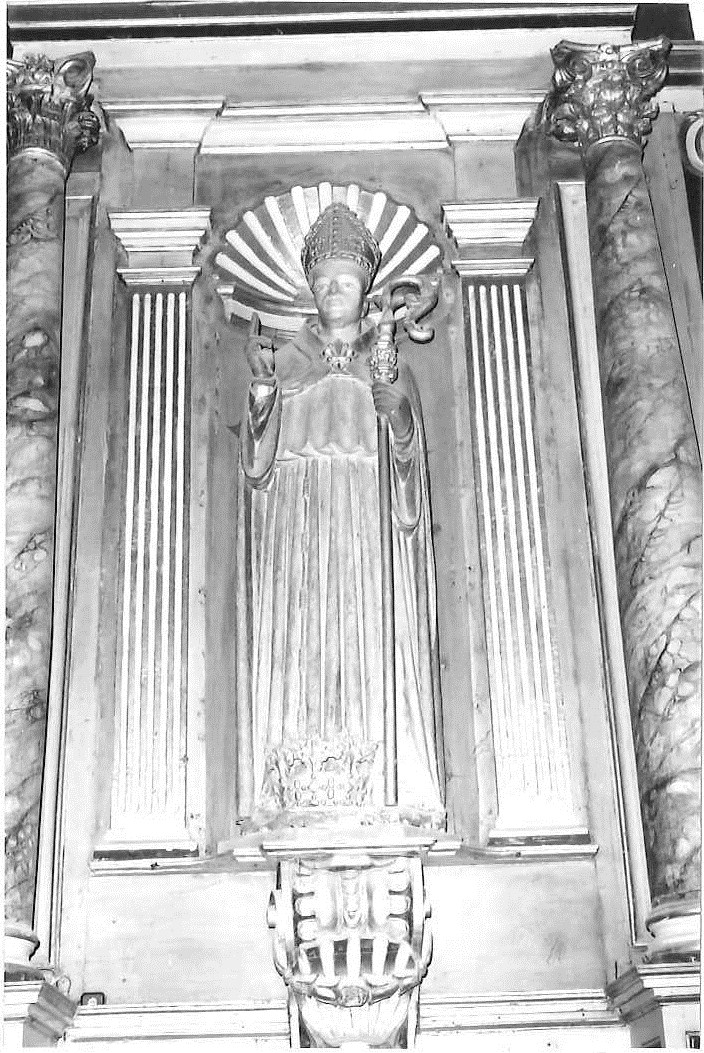
Statue du XVe siècle représentant saint Louis d'Anjou, église de Carcenac.
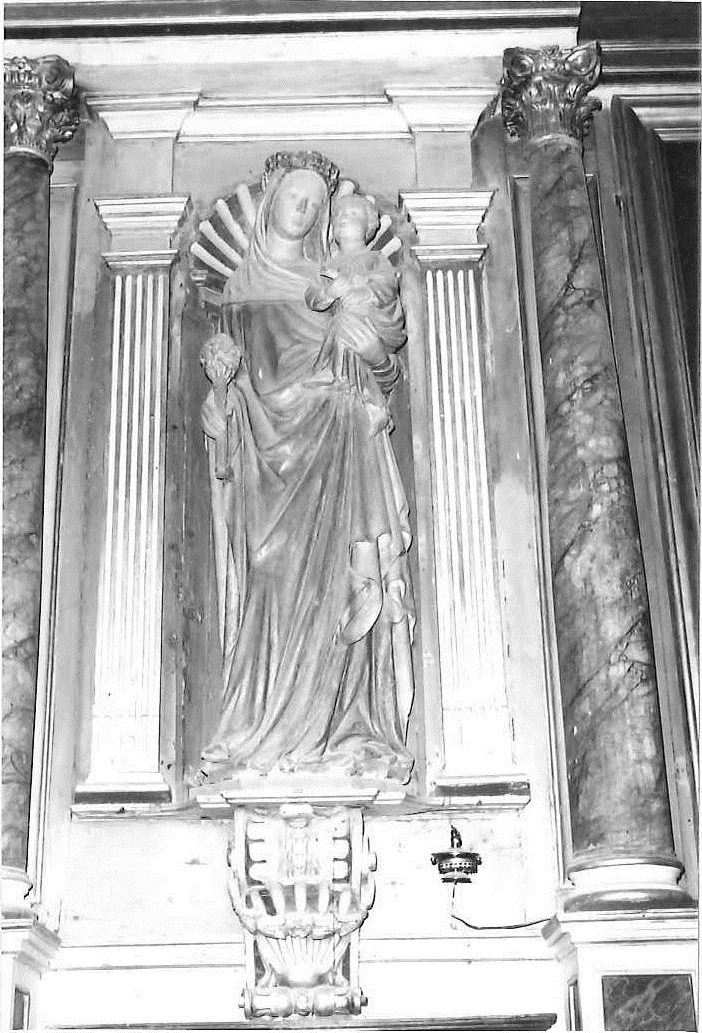
Statue du XVe siècle représentant la Vierge à l'Enfant, église de Carcenac.
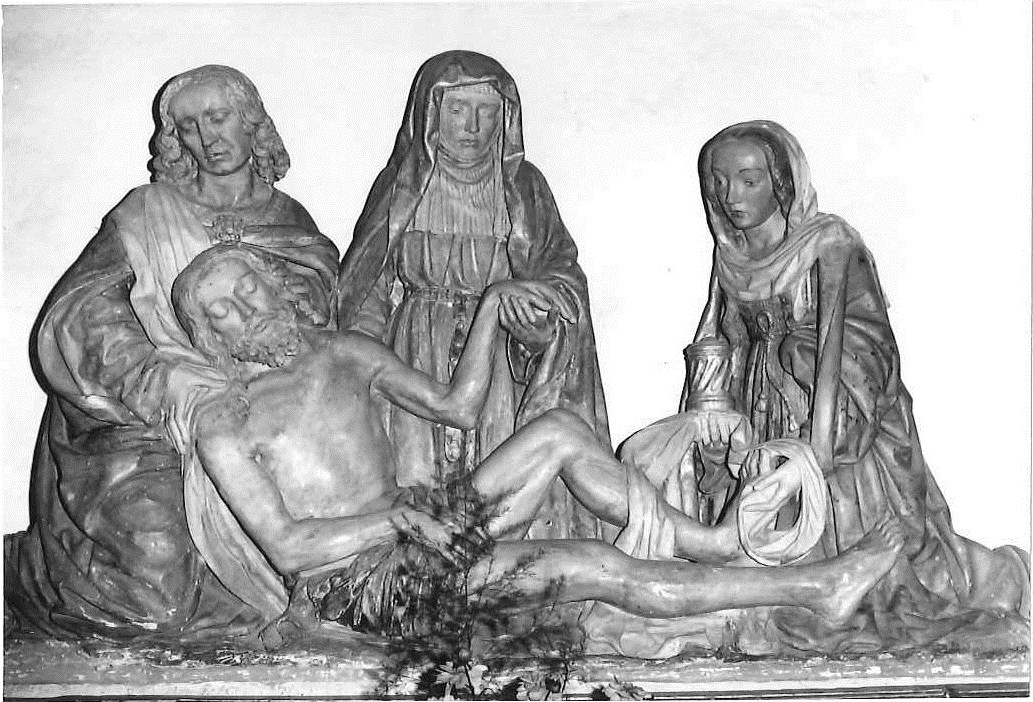
Vierge de Pitié du XVIe siècle, église de Carcenac.
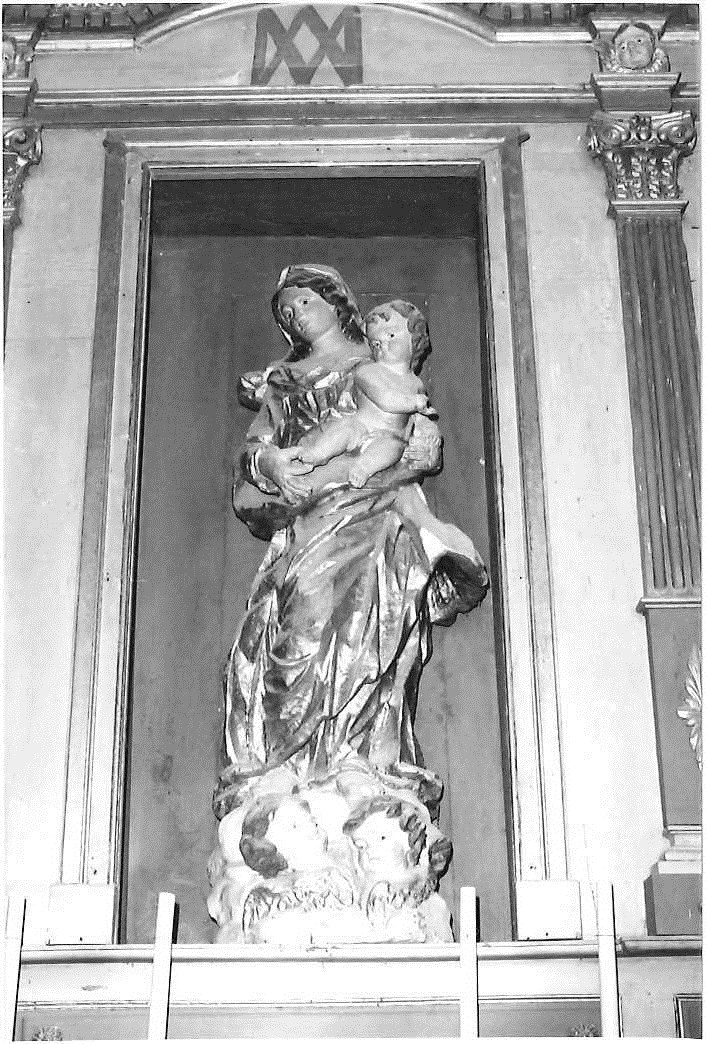
Statue du XVIIIe siècle représentant la Vierge à l'Enfant, église de Carcenac.

### Personnalités liées à la commune
- Bérenger de Landorre (1262-1330), religieux devenu maître de l'ordre des Frères Prêcheurs puis archevêque de Saint-Jacques-de-Compostelle, est né à Salmiech. Sa famille posséda la châtellenie de Salmiech du début du XIIIe siècle à la fin du XVe siècle.
- Famille de Faramond, famille de la noblesse française subsistante, originaire de Salmiech.
- Famille Barrau puis de Barrau, famille d'un notaire au XVIe siècle puis de la noblesse française subsistante, dont :
  - Hippolyte de Barrau (1794-1863), né à Rodez, maire de Salmiech de 1843 à sa révocation en 1848, fondateur et premier président de la Société des lettres, sciences et arts de l'Aveyron, historien du Rouergue, est mort et inhumé dans la sépulture de sa famille à Carcenac.
  - Eugène de Barrau (1801-1887), notable d'opinion légitimiste, né à Carcenac.
  - Adolphe de Barrau (1803-1884), médecin et botaniste, né à Carcenac.
  - Fernand de Barrau (1851-1938), homme de lettres, né à Carcenac.